# アラウンパヤー
アラウンパヤー（ビルマ語 : အလောင်းဘုရား、1714年8月24日 - 1760年5月11日）は、コンバウン王朝の創始者（在位：1752年2月29日 - 1760年5月11日）。
あるイギリス人の報告によれば当時としては大柄な180cm近くの体を持ち、天然痘の痕が顔中に残っていたといい、加えて、1760年アユタヤ（現在のタイ王国）遠征時の道中で地元の住民に加えた残虐行為がかさなり、タイ族のみならずビルマ人や配下の官吏までおびえ上がらせたという。

## 生涯
1752年3月に復興タウングー王朝がモン族によって壊滅すると、モーソーポ集落の首長であったアウンゼーヤがこれに対して、周辺のビルマ人系住民の住む46集落を併合し、アラウンパヤー（菩薩）と称した。モン族がこれに敏感に反応し翌月には、隷属を求めてアラウンパヤーを攻撃したが、壊滅。援軍も駆けつけたが大きな打撃を被って後退した。この後モン族は現在のタイにあったアユタヤ王朝の攻撃を受けはじめ、下ビルマへ移動したため、中央部でのモン族の脅威が消滅することになった。
アラウンパヤーは1754年、モン族に占領されていたアワを取り戻し、勢いづいたアラウンパヤーはビルマ全土の掌握に乗り出す。翌年、アラウンパヤーはタゴンを陥落させ、ラングーン（宿敵全滅）と改称した。1756年にはモン族の中心地ペグー（ハンタワディー）を陥落させたが翌年の1757年には、モン族の徹底抗戦派による反乱が起きた。アラウンパヤーはこれも収拾し、同年までにシャン族の各地の土侯がアラウンパヤーに帰順し、国内の統一は完了した。
1758年に再びマニプールに攻め込み、インパールを占領した（約200年後のインパール作戦時の日本軍とほぼ同じ進軍ルートだった）。その後は軍を東に転じ、アユタヤ王朝の属国化を狙って、難攻不落と言われたアユタヤに攻撃を仕掛けた。アラウンパヤーの軍は1760年4月までにアユタヤを包囲。アユタヤ軍は城壁を閉ざして攻防した。一ヶ月後、雨期の訪れによって、アラウンパヤーの軍に疫病が蔓延し、敗北した。アラウンパヤーもこのアユタヤで崩御するが、アユタヤ年代記によれば、アユタヤの撃った大砲に当たって崩御したことになっている（数ある年代記の中で一種の伝本しかこれを伝えていないので信頼性に乏しい）。一方でビルマ側の資料では、他の兵卒と同様に熱帯性の伝染病にかかって崩御したとされている。
アラウンパヤーは東南アジア周辺諸国の中で優位な立場を築くためイギリスへの接近を試み、1756年にジョージ2世へ宛て通商を求めた書簡（金箔用紙であったことからゴールデンレターと呼ばれる）を送り、それを所有するミャンマー・イギリスおよびドイツの共同申請で2015年にユネスコ記憶遺産に登録された。